# 나삼스

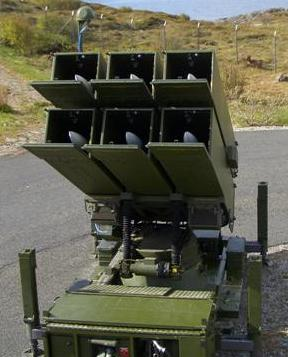

나삼스NASAMS (Norwegian Advanced Surface-to-Air Missile System, National Advanced Surface-to-Air Missile System)는 노르웨이 콩스버그가 개발한 지대공 미사일 시스템이다. 미국 레이시온과 공동으로 개발했다.

## 역사
1990년대 노르웨이 회사인 Kongsberg Defense & Aerospace(KDA)가 미국 회사인 Raytheon과 팀을 이루어 노르웨이 공군(RNoAF)을 위해 개발을 시작했다.
노르웨이의 기존 호크 미사일을 대체하기 위해 개발했다.
KS500F 컴퓨터와 2색 CRT 디스플레이가 있는 KMC9000 제어 콘솔을 기반으로 하는 통합 방공 전투 관리 명령 및 제어 시스템은 노르웨이 고급 호크(NOAH) 프로그램을 위해 처음 개발되었으며, MIM-23B 호크로 업그레이드된 호크 반능동 레이더 헤드를 사용하는 지대공 미사일 시스템이다. 이 명령 및 제어 시스템은 기존 AN/MPQ-46 HPIR(High Power Illuminator Doppler Radar)과 AN/TPQ-36 파이어파인더 대포병 레이더를 통합하여, TPQ-36A 소프트웨어 업그레이드를 통해 3차원 저고도 공역 감시 레이더로 개량했다.
업그레이드된 NOAH는 여전히 발사대당 하나의 목표물과 교전할 것이며, 이는 순항 미사일의 대규모 발사 위협에 대응하기에는 불충분했다. 따라서 RNoAF는 다중 발사기와 레이더를 갖춘 분산형 네트워크 중심 방공 시스템의 추가 개발을 명령했다.
MIM-23B 호크 미사일은 초기 접근 동안 관성 항법 시스템을 사용하는 능동 레이더 유도 AIM-120 암람 미사일로 교체되었으며, TPQ-36A 레이더는 회전식 AN/MPQ-64 센티넬로 교체되었다. 시험발사는 1993년 6월에 실시했다. 이 시스템은 1994년 말에서 1995년 초 사이에 초기 운용 능력을 갖추었고 1998년에 완전하게 실전배치되었다.
개선된 NASAMS 2는 2000년대에 개발되어 2006년에 가동되었으며, 3세대인 NASAMS 3은 2010년대에 개발되어 2019년에 배치되었다.
| 비교   | 호크     | 패트리어트 | 사드        | 나삼스   |
| 제조사 | 레이시온 | 레이시온   | 록히드 마틴 | 레이시온 |

## 파생형

### 나삼스 1
레이시온 AN/MPQ-64 센티넬레이더에 암람 미사일로 구성된다. 센티넬은 단거리용 PESA 레이다이다. X 밴드 3차원 위상배열 레이다로서, 탐지거리 75 km, 탐지고도 40 km이다. 1960년대 호크 미사일의 최신 버전이 센티넬 레이더를 사용한다.

### 나삼스 3
재설계된 Mk 2 발사관에는 AIM-9X 사이드와인더 블록2 단거리 지대공 미사일, 암람-ER, AIM-120 암람 중거리 미사일을 장착할 수 있다.
암람-ER은 2단 AMRAAM 유도 헤드와 결합된 ESSM 로켓 모터를 장착한 개량형이다. 최대 사거리가 50% 증가하고 최대 고도가 70% 증가했다. 최대 사거리는 약 50km이다. 사거리 확장 미사일은 빠르게 날아가고 과감한 목표물을 격추할 수 있다. 2019년 5월, AIM-9X Block II는 노르웨이 Andøya 우주 센터의 NASAMS 발사대에서 시험 발사되었다.
2021년 10월, 레이시온은 NASAMS 3가 MIM-104 패트리어트 시스템용으로 개발된 GhostEye(이전의 LTAMDS) 기술을 기반으로 하는 새로운 중거리 S 밴드 AESA 레이더인 GhostEye MR로 업그레이드될 것이라고 발표했다.
2022년 3월, 레이시온은 고에너지 레이저 무기 시스템(HELWS)이 NASAMS와 연동하여 다수의 군집 드론들을 파괴할 수 있음을 시연했다.

## 실전사례

### 우크라이나
2022년 7월 29일, 미국 국방부는 우크라이나를 위해 각각 6발의 미사일을 탑재한 12개의 이동식 발사기로 구성된 2개의 NASAMS 포대를 획득하는 공식 절차를 시작했다고 밝혔다.
2022년 8월 24일, 미국 국방부는 우크라이나 안보 지원 구상(USAI)에 따라 "추가 탄약이 포함된" 6개의 NASAMS 포대를 우크라이나에 추가로 제공할 것이라고 발표했다.
2022년 10월 6일, 우크라이나군이 나삼스 시스템 훈련을 시작했다.
2022년 10월말, 나삼스 2개 포대가 우크라이나에 배치되었다.